# حنيت
حِنِّيت جنس حيوانات بحرية من الرخويات صفيحيات الخياشيم وفصيلة المشاقيات. أنواعه المعروفة عديدة بعضها من متحجرات الأراضي الثالثية والبعض الآخر منتشر في معظم بحار العالم. أصدافها شبه مخروطية الشكل لامتساوية المصاريع الشعاعية التخديد طولًا والمحززة عرضًا. تتميز بغزار ليفها في عهد النشوء وبقلته في عهدي الكمال والاستقرار. تعيش لاصقة بالصخور المتوسطة الغَور.